# Гранд-Лейк (озеро, Нью-Брансуик)
Гранд-Лейк (англ. Grand Lake) — озеро в провинции Нью-Брансуик в Канаде.

## География
Озеро расположено в центральной части провинции, в 40 км к востоку от города Фредериктон. Крупнейшее пресноводное озеро провинции — общая площадь составляет 174 км², длина — 32 км, максимальная ширина — 11 км, максимальная глубина — 30 метров. Высота над уровнем моря всего 2 метра. Посередине озера расположен небольшой остров Гоатс.
Сток из озера по короткой реке Джемсег в реку Сент-Джон, которая впадает в залив Фанди Атлантического океана. Возле озера и на его побережье расположены населённые пункты Минто, Камберленд-Бей, Принсесс-Парк, Гранд-Лейк-Уэст, Дуглас-Харбор, Джеймсег, Милл-Коув, Янгс-Коув.
Побережье озера становится всё более популярным местом отдыха у жителей провинции, оборудовано несколько пляжей, имеются коттеджи для отдыхающих.